# Culicoides jamnbacki
Culicoides jamnbacki är en tvåvingeart som beskrevs av Wirth och Hubert 1962. Culicoides jamnbacki ingår i släktet Culicoides och familjen svidknott. Inga underarter finns listade i Catalogue of Life.